# Pi Chamaeleontis
Pi Chamaeleontis (32 Chamaeleontis) é uma estrela na direção da constelação de Chamaeleon. Possui uma ascensão reta de 11h 37m 15.94s e uma declinação de −75° 53′ 47.5″. Sua magnitude aparente é igual a 5.64. Considerando sua distância de 137 anos-luz em relação à Terra, sua magnitude absoluta é igual a 2.52. Pertence à classe espectral F1III.